# Jatropha prunifolia
Jatropha prunifolia är en törelväxtart som beskrevs av Ferdinand Albin Pax och Adolf Engler. Jatropha prunifolia ingår i släktet Jatropha och familjen törelväxter. Inga underarter finns listade i Catalogue of Life.